# Perlen
Perlen er en roman af John Steinbeck fra 1945.
Perlen skiller sig ud fra den typiske Steinbeck-roman, der normalt står mejslet i socialrealistisk granit om 1920'erne fattige USA. Perlen er imidlertid skrevet med den samme urokkelige indignation, men handlingen fokuserer mere på almenmenneskelige modsætningsforhold end på det traditionelle "rig og fattig".

## Handling
I bogen følger man perlefiskeren Kino, der ved stort held finder dén store perle, som skal sikre ham og hans lille familie mod sult og fattigdom. Hurtigt viser det sig dog, at den store perle ikke betyder den positive forandring som forventet. Kino og hans hustru, Juana, mister nemlig både perlen og så meget andet.
| Bog | Spire Denne artikel om bøger og tidsskrifter er en spire som bør udbygges. Du er velkommen til at hjælpe Wikipedia ved at udvide den. |